# Літературний музей Володимира Даля
Літературний музей Володимира Даля — літературно-меморіальний музей, присвячений життю та діяльності видатного лікаря, письменника, лексикографа та етнографа, укладача Тлумачного словника живої великоруської мови Володимира Даля. Музей є одним з філіалів музею історії та культури міста Луганська.

## Експозиція
Музей засновано 22 листопада 1986 року на вулиці, де народився майбутній лексикограф. Тривалий час припускалося, що Володимир Даль міг народитися саме в цьому будинку, тим не менш достовірний даних щодо цього нема.
Експозиція музею представлена особистими речами та предметами побуту Володимира Даля та його родини. В музеї зберігається повне зібрання творів Даля в 10-ти томах, датоване 1897–1898 роками, рідкісні літографії, колекція видань Тлумачного словника Даля. Крім того у фондах музею зберігаються літературні твори письменника, видані протягом 1836–1855 років, а також його наукові праці. Невеличку кімнатку присвячено і зв'язку Володимира Даля зі своєю Батьківщиною — в Україні він прожив майже 20 років: до 4-х років — на Луганському Заводі, згодом у Миколаєві.

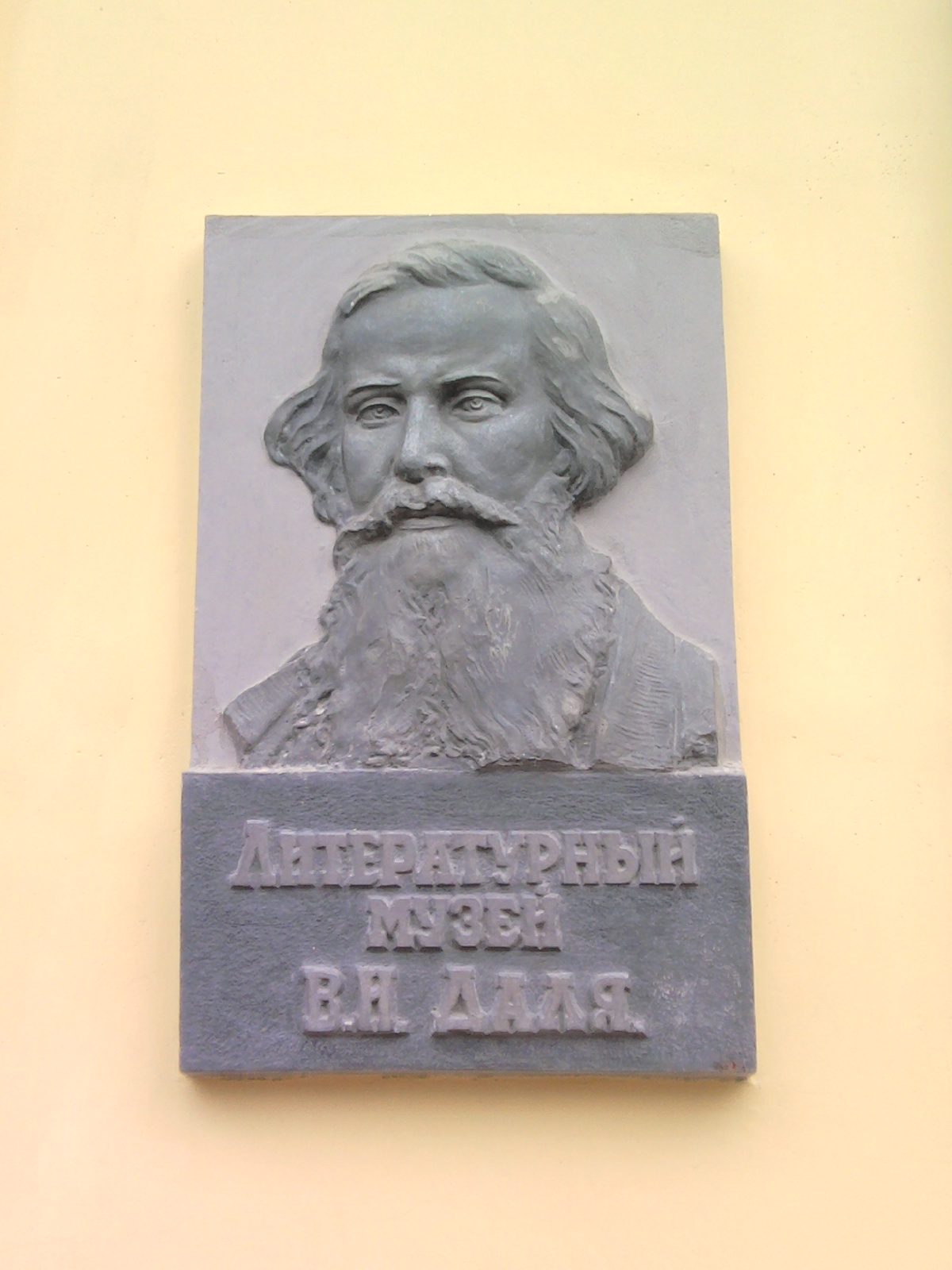
Меморіальна дошка на будівлі музею
Квиток музею
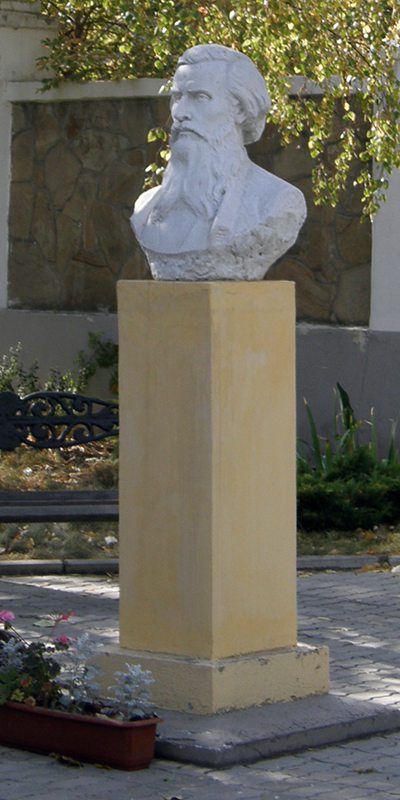
Бюст Далю на подвір'ї музею